# Procureur (Finlande)
Le procureur (finnois : Prokuraattori) est le fonctionnaire chargé de l'application de la loi et de la légalité des actions des autorités dans le Grand-duché de Finlande.

## Présentation
Le procureur agit en relation avec le Sénat du Grand-duché de Finlande.
Le titre est changé en Chancelier de justice en novembre 1918 au moment où le Sénat est devenu le Conseil d'État.

## Procureurs
Procureurs
| Nom                          | Période   |
| ---------------------------- | --------- |
| Matthias Calonius            | 1809–1816 |
| Anders Fabian Orrhjelm       | 1816      |
| Carl Edvard Gyldenstolpe     | 1817–1822 |
| Carl Johan Walleen           | 1822–1854 |
| Carl Wilhelm Trapp           | 1855–1856 |
| Carl Edvard Gadd             | 1856–1863 |
| Eugen Theodor von Knorring   | 1863–1867 |
| Bror Peterson                | 1867–1870 |
| Frans Richard de la Chapelle | 1870–1871 |
| Johan Philip Palmén          | 1871–1877 |
| Theodor Sederholm            | 1877–1882 |
| Robert Montgomery            | 1882–1886 |
| Karl Gustaf Ehrström         | 1886      |
| Alexander von Weissenberg    | 1886–1890 |
| Georg Henrik Calonius        | 1890–1897 |
| Woldemar Söderhjelm          | 1897–1900 |
| Eliel Soisalon-Soininen      | 1901–1905 |
| Daniel Woldemar Åkerman      | 1905      |
| Valdemar von Hellens         | 1905      |
| Julius Grotenfelt            | 1905–1908 |
| Lorenzo Kihlman              | 1908–1909 |
| Axel Fredrik Charpentier     | 1909–1910 |
| Immi Savonius                | 1910–1911 |
| Aleksei Hozjainov            | 1911–1913 |
| Konstantin Kazanski          | 1914–1917 |
| P. E. Svinhufvud             | 1917–1918 |

## Procureurs adjoints
| Nom                            | Période   |
| ------------------------------ | --------- |
| Robert Henrik Rehbinder        | 1810–1811 |
| Johan Fredrik Stichaeus        | 1812–1816 |
| Erik Gustaf Baeckborg          | 1817–1818 |
| Carl Gerhard Hising            | 1819–1822 |
| Erik Johan Synnerberg          | 1822–1844 |
| Georg Adolf Wetterhoff         | 1846–1854 |
| Victor Furuhjelm               | 1854–1855 |
| Bror Peterson                  | 1856–1857 |
| Knut Munck                     | 1857–1868 |
| Theodor Sederholm              | 1869–1873 |
| Henrik Wilhelm Johan Zilliacus | 1873–1875 |
| Gustaf Adolf Krogerus          | 1875–1887 |
| Henrik Gustaf Borenius         | 1887–1892 |
| Anders Mauritz Hornborg        | 1892–1901 |
| Lorenzo Kihlman                | 1906–1908 |
| Samuli Koski                   | 1911–1915 |
| Väinö Kivi                     | 1915–1917 |
| Immi Savonius                  | 1917–1918 |